# Pogoda (bóstwo)
Pogoda – rzekome bóstwo polskie z panteonu długoszowego, sprawujące pieczę nad pogodą. Być może dalekie echo połabskiej Podagi.